# Crivăț (okręg Călărași)
Crivăț – wieś w Rumunii, w okręgu Călărași, w gminie Crivăț. W 2011 roku liczyła 2243 mieszkańców.